# Tetraplegia spastica
Per tetraplegia spastica si intende l'impossibilità di movimento e funzionalità di braccia, gambe e tronco.
La tetraparesi spastica è invece una forma di paralisi cerebrale che colpisce entrambi gli arti superiori e inferiori che si traduce in una perdita parziale dei movimenti degli arti.
Il coinvolgimento della muscolatura volontaria di tutti e quattro gli arti comporta spesso deficit sensoriali e difficoltà anche gravi di movimento intenzionale o esteso di braccia e gambe. La compromissione può risultare emilateralmente più significativa, rendendo possibile il mantenimento o il recupero della funzionalità o di parte di essa almeno con due arti.
Il quadro clinico della tetraparesi spastica comprende ipertono muscolare e rigidità, accompagnati da collaterale perdita di controllo miotonico nei muscoli antagonisti in un contesto di sindrome piramidale. I riflessi osteotendinei possono essere molto accentuati o, al contrario, risultare scarsi o addirittura assentii.
Solitamente si registra incontinenza sfinterica e vescicale. L'attività sessuale risulta compromessa, tuttavia può verificarsi il desiderio di stimolazione al mantenimento della sensibilità nell'area genitale.
La coordinazione è poco sviluppata e i movimenti risultano imprecisi e scarsamente efficaci. Essendoci un malfunzionamento nella trasmissione dei segnali nervosi, la gestualità risulta mal direzionata e grossolana.
Il coinvolgimento della muscolatura rende difficile anche respirare, e la capacità polmonare è ridotta.
L'alta faticabilità e la debolezza complicano generalmente il quadro clinico.
Le cause primarie della tetraparesi spastica sono essere di origine traumatica, congenita o degenerativa:
- compromissioni del tessuto nervoso derivanti da traumi subiti dal midollo spinale a livello del rachide cervicale
- danni derivanti da ischemie, infarti o altre complicanze legate al sistema circolatorio
- tetraparesi congenita, solitamente conseguenza di paralisi cerebrale perinatale
- sclerosi multipla
- poliomielite, encefalite, mielite traversa, miopatie, enterovirus, porfiria
- esiti di tumore cerebrale
- botulismo
- sindrome di Guillain-Barré